# Đầu máy lớp GJ
Đầu máy GJ (工建 Gongjian có nghĩa là công nhân xây dựng) là một dòng đầu máy hơi nước do Trung Quốc sản xuất để phục vụ trong lĩnh vực công nghiệp và nông nghiệp. 122 chiếc loại này đã được chế tạo.

## Lịch sử
Các đầu máy được thiết kế tại Xí nghiệp đầu máy Đại Liên và được sản xuất tại nhà máy gang thép Thái Nguyên và Xí nghiệp đầu máy Thành Đô từ năm 1958 đến năm 1961. Nhiều đầu máy được sử dụng tại các nhà máy thép, một số khác được sử dụng làm đầu máy tại các nhà máy đường sắt. Một số chiếc vẫn được sử dụng cho đến những năm 2000.
Vào tháng 7 năm 1959, bảy đầu máy lớp GJ đã được gửi từ Xí nghiệp Thành Đô đến phục vụ tại Đường sắt Quốc gia Triều Tiên của Triều Tiên.

## Hiện vật trưng bày
| Số hiệu | Phiên bản | Nơi trưng bày                                   |
| ------- | --------- | ----------------------------------------------- |
| GJ-1018 | Taiyuan   | Công viên gần Nhà máy đầu máy hơi nước Sujiatun |
| GJ-1019 | Taiyuan   | Bảo tàng Đường sắt Bắc Kinh                     |
| GJ-1038 |           | Bảo tàng Đường sắt Bắc Kinh                     |
| GJ-1045 |           | Ga xe lửa Jijie, Cá Cựu, Úc Nam                 |
| GJ-1076 |           | Ngõa Phòng Điếm, Liêu Ninh bởi Fan Yongjun      |

## Trong văn hóa đại chúng
Nhân vật Hong-Mei trong bộ phim hoạt hình Thomas và những người bạn được khắc họa dựa trên loại đầu máy xe lửa này.